# 2014-ben felfedezett nevezetes exobolygórendszerek listája
A 2014-ben felfedezett nevezetes exobolygórendszerek listája.

## GU Psc b
A bolygó a GU Psc csillag körül kering, tőlünk 155 fényév távolságban, a Halak csillagképben. A bolygót a Gemini Obszervatórium, a Francia-Kanadai Hawaii Távcső és a Keck Obszervatórium megfigyelései révén fedezték fel. A GU Psc csillag tömege kb. harmada a Nap tömegének. A GU Psc b bolygó egy gázóriás, mely kb. 2000 csillagászati egységre kering anyacsillagától. A GU Psc b egyike azon kevés exobolygónak, melyet sikerült direkt módszerrel lefényképezni.

## Kapteyn bésKapteyn c
A bolygók a Kapteyn csillag körül keringenek.
A csillag nevét Jacobus Kapteynről kapta. A csillagához közelebbi pályán keringő Kapteyn b keringési ideje 48 földi nap. A Kapteyn c Kapteyn csillag körüli keringési ideje 121 földi nap.

## Kepler-10c
Egy a Sárkány csillagképben látható csillag, a Kepler-10 körül kering, tőlünk 560 fényév távolságban. Az anyacsillaga hasonló a Napunkhoz, melyet 45 nap alatt kerül meg. A Kepler-10 egy kb. 11 milliárd éves csillag.